# Programma Ariel
Il Programma Ariel fu un programma di ricerca satellitare del Regno Unito condotto tra gli anni sessanta e gli anni ottanta. Vennero lanciati in totale sei satelliti a partire dall'Ariel 1 ovvero il primo satellite inglese (26 aprile 1962) per concludere con l'Ariel 6 (2 giugno 1979). I primi quattro vennero impiegati per lo studio della ionosfera mentre i restanti due per studiare l'astronomia ai raggi X e la radiazione cosmica.
Il programma fu condotto dal Science Research Council e vide la costruzione dei primi due satelliti da parte della National Aeronautics and Space Administration (NASA) mentre gli ultimi quattro furono creati in Gran Bretagna. Tutti i satelliti venne lanciati con vettori statunitensi; l'Ariel 1 con un vettore Thor-Delta e i rimanenti con vettori Scout.
| Satellite | Data di lancio   | Razzo vettore | Base di lancio                | COSPAR ID | Commenti                                                                |
| --------- | ---------------- | ------------- | ----------------------------- | --------- | ----------------------------------------------------------------------- |
| Ariel 1   | 1962-04-26       | Thor-Delta    | Cape Canaveral                | 1962-015A |                                                                         |
| Ariel 2   | 27 marzo 1964    | Scout         | Wallops Island                | 1964-015A |                                                                         |
| Ariel 3   | 5 maggio 1967    | Scout         | Vandenberg AFB                | 1967-042A | Primo satellite artificiale progettato e costruito nel Regno Unito.     |
| Ariel 4   | 11 dicembre 1971 | Scout         | Vandenberg                    | 1971-109A |                                                                         |
| Ariel 5   | 15 ottobre 1974  | Scout         | Centro Spaziale Luigi Broglio | 1974-077A | Le operazioni vennero dirette presso il Rutherford Appleton Laboratory. |
| Ariel 6   | 2 giugno 1979    | Scout         | Wallops Island                | 1979-047A |                                                                         |